# هم‌رزمان (ترانه)
«هم‌رزمان» (به انگلیسی: Brothers in Arms) ترانه‌ای از گروه موسیقی بریتانیایی دایر استریتس است که سال ۱۹۸۵ به عنوان آخرین ترانهٔ آلبومی به همین نام منتشر شد. این اثر سال ۱۹۸۲ مقارن با جنگ فالکلند سروده و سال ۱۹۸۴ ضبط شده‌است.
نماهنگ هم‌رزمان با بهره‌گیری از تکنیک روتوسکپی و برهم‌گذاری تصاویر اجرای گروه و تصاویر جنگ جهانی اول، جایزه گرمی بهترین نماهنگ را در سال ۱۹۸۷ برای دایر استریتس به ارمغان آورد.